# Deci
Deci (symbool: d) is het SI-voorvoegsel dat gebruikt wordt om een factor 10−1, oftewel 1/10, aan te duiden.
Het wordt gebruikt sinds 1795; de naam is afgeleid van het Latijnse decimus voor een tiende.
NB: De voorvoegsels centi, deci, deca en hecto zijn onderdeel van het SI (Système international d'unités) hoewel het geen gehele machten van duizend (103n) zijn.